# Huang-Ming Zuxun
Huang-Ming Zuxun (in cinese:皇明祖训) erano una raccolta di ammonizioni lasciate dall'imperatore Hongwu Zhu Yuanzhang, fondatore della dinastia imperiale cinese Ming, per i suoi successori. Il testo venne redatto nel 1373 sotto il titolo di Istruzioni dell'Antenato, ma venne in seguito cambiato in Huang-Ming Zuxun con la pubblicazione dell'edizione del 1395.
Il testo venne suddiviso in 13 capitoli:
1. Prefazione (箴戒, Zhēnjiè)
2. Austerità personale (持守, Chíshǒu)
3. L'Osservanza rituale (嚴祭祀, Yán Jìsì)
4. Incoronazioni (謹岀入, Jǐn Chūrù)
5. La Politica nazionale (慎國政, Shèn Guózhèng)
6. L'Etichetta (禮儀, Lǐyí)
7. Legislazione (法律, Fǎlǜ)
8. Le Camere interne (內令, Nèilìng)
9. Gli Ufficiali interni (內官, Nèiguān)
10. L'Amministrazione (職制, Zhízhì)
11. Le Guardie (兵衛, Bīngwèi)
12. I Lavori pubblici (營繕, Yíngshàn)
13. I Fondi pubblici (供用, Gōngyòng)

Nella Prefazione, redatta dallo stesso Zhu Yuanzhang, l'imperatore esorta i suoi successori a mettere in atto un governo di stampo legalista. Il lavoro lega la sopravvivenza della dinastia sia all'austerità personale e alla vigilanza, sia all'amministrazione pratica e razionale dell'Impero, oltre che al rispetto dell'etichetta, all'osservanza dei rituali e mette in guardia sui possibili traditori, tra i cuali ci possono essere gli stessi parenti, mogli o gli ufficiali militari e civili.